# لاديكاد إيجيبسيان
لا ديكاد إيجيبسيان (بالفرنسية: La Decade Egyptienne) وترجمتها بالعربية (العشرية المصرية) هي ثانية الصحف التي صدرت في مصر وصدر عددها الأول في أكتوبر 1798م.

## دور المجلة
لاديكاد إيجيبسيان هي صحيفة صادرة عن الحملة الفرنسية التي احتلت مصر في الفترة من 1798 وحتى 1801م، وخاطبت العلماء والمثقفين في الحملة. اهتمت المجلة بتناول الأخبار العلمية للحملة واكتشافاتها في مصر وكذلك الثقافة والآدب. وصدرت المجلة بعد الصحيفة الأولى كورييه دي ليجيبت بعدة أشهر، وكانتا أول صحيفتين بشكل كامل يعرفهما الشرق بصورة عامة. وكانت موضوعات المجلة علمية اقتصادية وتنشر أبحاث المجمع العلمي الذي أسسته الحملة في مصر، ومناقشات أعضائه.

## صدور المجلة
صدرت المجلة كصحيفة علمية يحررها أعضاء المجمع العلمى المصري، وتم إسناد إصدارها أولاً إلى مارك أوريل، ثم إلى جان جوزيف مارسيل.

## دورية الصدور
كانت المجلة تصدر كل عشرة أيام